# Philipp Allfeld
Philipp Allfeld (* 2. November 1852 in München; † 29. Juni 1940 in Gießen) war ein deutscher Jurist, Hochschullehrer und Komponist.

## Leben
Der Sohn des Staatsanwalts und Oberlandesgerichtsrats Philipp Allfeld und seiner Ehefrau Mathilde, geborene Zenger – einer Tochter des Professors für Römisches Recht an der Universität München, Franz Xaver Zenger – legte 1871 die Abiturprüfung am Münchner Maximiliansgymnasium ab und studierte anschließend Rechtswissenschaften (Jura) an der Ludwig-Maximilians-Universität in München. Während seines Studiums wurde er Mitglied der Studentenverbindung AGV München im Sondershäuser Verband. In München wurde er 1877 zum Dr. jur. promoviert.
Er trat in den bayerischen Justizdienst ein, wurde 1879 3. Staatsanwalt in Traunstein, 1882 Amtsrichter in München sowie 1886 2. Staatsanwalt und wurde 1891 zum Landgerichtsrat befördert. 1895 folgte er einer Berufung zum ordentlichen Professor für Straf- und Völkerrecht an der Friedrich-Alexander-Universität in Erlangen. An der Universität wirkte er als Prokanzler und 1903/04 als Prorektor sowie als Mitglied des Verwaltungsausschusses. Daneben übernahm er im Wintersemester 1919/20 bis zum Sommersemester 1923 einen Lehrauftrag an der Wirtschaftshochschule in Nürnberg. Mit dem 1. Oktober 1925 wurde er emeritiert. Er war musikalischer Leiter des „Gemeinnützigen Vereins Erlangen“ sowie Mitglied der „Internationalen Kriminalistischen Vereinigung“, der „Deutschen Gesellschaft für Völkerrecht“ und der „Deutschen strafrechtlichen Gesellschaft“. Er erhielt die Titel „Geheimer Hofrat“ und 1922 „Bayerischer Geheimer Rat“.
1871 heiratete er Paula Reßler, Tochter des Münchner Regierungsdirektors Dionys Reßler. Aus der Ehe gingen die Töchter Berta (* 1883) und Hildegard (* 1891) hervor.
Allfeld verfasste zahlreiche juristische Standardwerke und Kommentare zu Reichs- und Landesgesetzen, Strafprozess-, Urheber- und Verlagsrecht, daneben komponierte er aber auch Lieder, Männerchöre und Messen und verfasste den Text zu einer Oper.

## Schriften (Auswahl)
Juristisches:
- Die Entwicklung des Begriffes Mord bis zur Carolina: ein rechtsgeschichtlicher Versuch. 1877
- Der neue Rechtsweg im Bayern rechts d. Rrh.: Leichtfaßliche Darstellung des Reichscivilprocesses mit Berücksichtigung der Einführungs-, der bayr. Ausführungs- und der sonstigen Ergänzungs-Gesetze. Ch. Stahl, Neu-Ulm (1879)
- Sammlung der neben dem Strafgesetzbuche und dem Militär-Strafgesetzbuche für das Deutsche Reich in Bayern geltenden Reichs- und Landesgesetze strafrechtlichen Inhalts. (2., vielfach verm. u. ergänzte, sowie theilweise umgearb. Aufl.). Mangelsdorf, München 1887
- Die Reichsgesetze betr. das literarische und artistische Urheberrecht: (...) nebst den hierauf bezüglichen internationalen Verträgen erläutert unter Berücksichtigung der Literatur und Rechtsprechung. Beck, München 1893
- Gesetz zum Schutz der Warenbezeichnungen vom 12.5.1894; erl. unter Berücks. insbes. d. Motive, d. Reichstagsverhandlungen, d. Literatur u. Rechtsprechung über Markenschutz. Beck, München 1894
- Die Strafgesetzgebung des Deutschen Reichs: Sammlung aller Reichsgesetze strafrechtlichen und strafprozessualen Inhalts mit einem Gesammtregister. Schweitzer, München 1900
- Der bedingte Straferlaß. Deichert, Erlangen 1901
- Die Gesetze betreffend das Urheberrecht an Werken der Literatur und der Tonkunst und über das Verlagsrecht: Textausgabe mit Einleitung, kurzen Verweisungen, einem Anhang, enthaltend die Berner Literarkonvention und das Übereinkommen mit Österreich-Ungarn, sowie einem Sachreg. 2. Aufl., Beck, München 1901
- Kommentar zu den Gesetzen vom 19. Juni 1901 betreffend das Urheberrecht an Werken der Literatur und der Tonkunst und über das Verlagsrecht sowie zu den internationalen Verträgen zum Schutze des Urheberrechts. Beck, München 1902
- Anstiftung und Beihilfe zum Selbstmord. [Berlin], 1903
- Die Bedeutung des Rechtsirrtums im Strafrecht: Rede beim Antritt des Prorektorats der Königlich Bayerischen Friedrich-Alexanders-Universität Erlangen am 4. November 1903 gehalten. Junge, Erlangen 1903
- Die Strafgesetzgebung des Deutschen Reichs – Nachtrag. J. Schweitzer, München 1903
- Die Bedeutung des Rechtsirrtums im Strafrecht, 1904
- Kommentar zu den Reichsgesetzen über das gewerbliche Urheberrecht: Patentgesetz, Gesetz, betr. das Urheberrecht an Mustern und Modellen, Gesetz, betr. den Schutz von Gebrauchsmustern, Gesetz zum Schutz der Warenbezeichnungen sowie zu den internationalen Verträgen zum Schutze des gewerblichen Urheberrechts. Beck, München 1904
- Kommentare zu den Urheberrechtsgesetzen, 1893, 1902, 1904
- Lehrbuch des Strafrechts, 1907 (Bearbeitung von Hugo Meyers Lehrbuch)
- Der Einfluß der Gesinnung des Verbrechers auf die Bestrafung, 1909
- Der Entwurf eines Gesetzes zur Ausführung der revidierten Berner Übereinkunft, in: DJZ 1910, Sp. 274–279
- Antrag und Ermächtigung §§ 61–65, 99, 101, 197 RStr. GB. Vergleichende Darstellung des deutschen und ausländischen Strafrechts, Bd. 2, Otto Liebmann, Berlin 1908, S. 161–226.
- Grundriss des gewerblichen Rechtsschutzes. Gloeckner, Leipzig 1910
- Kommentar zu dem Gesetze betreffend das Urheberrecht an Werken der bildenden Künste und der Photographie vom 9. Januar 1907: Nebst einem Anhang, enthaltend die Verträge des deutschen Reichs mit ausländischen Staaten zum Schutze des Urheberrechts mit Erläuterungen, sowie Vollzugsbestimmungen / Nachtrag. C.H.Beck, München 1911
- Die Strafgesetzgebung des Deutschen Reichs. Sammlung aller Reichsgesetze strafrechtlichen und strafprozessualen Inhalts, 2. Aufl., Schweitzer, München & Berlin: 1913
- Die Gewohnheitsverbrecher im künftigen Strafrecht: Vortrag gehalten in der Gehe-Stiftung zu Dresden am 10. Januar 1914. Teubner, Leipzig u. a. 1914
- Urheber- und Erfinderrecht. Springer, Berlin 1923
- Die Strafgesetzgebung des Deutschen Reichs: Sammlung aller Reichsgesetze strafrechtlichen und strafprozessualen Inhalts mit einem Gesamtregister. 3. Aufl., J. Schweitzer, München 1926
- Das Urheberrecht an Werken der Literatur und der Tonkunst: Kommentar zu dem Gesetze vom 19. Juni 1901 sowie zu den internationalen Verträgen zum Schutze des Urheberrechtes. 2., vielfach veränd. Aufl., Beck, München 1928
- Das Verlagsrecht: Kommentar zu dem Gesetze vom 19. Juni 1901 über das Verlagsrecht. 2., vielfach veränd. Aufl., Beck, München 1929

Musikalisches:
- Tantum ergo, zu 4 Singstimmen in G-Dur. 1860
- Wo goldener Wein im Becher blinkt, Lied aus Julius Wolff's Dichtung Der fahrende Schüler. Komposition für Männerchor. Partitur und Stimmen. Giessel, Bayreuth 1904
- Wieland der Schmied. Romantische Oper in vier Aufzügen. Musik von Max Zenger; [Text] nach [Karl] Simrocks gleichnamigem Heldengedicht. Wolf, München 1880; C. Wolf u. Sohn 1894

Sonstiges:
- Die Bedeutung des Rechtsirrtums im Strafrecht. Rede beim Antritt des Prorektorates der Königlich bayerischen Friedrich-Alexanders-Universität Erlangen am 4. November 1903, gehalten von Dr. Philipp Allfeld, kgl. ordentl. Professor der Rechte. A. Deichertsche Verlagsbuchhandlung Nachfolger, Leipzig 1904
- Festrede zur Feier des 70. Geburtstages S. M. des Königs Ludwig III: Im Auftrage des Akademischen Senates der K.b. Friedrich-Alexander-Universität Erlangen. Junge & Sohn, Erlangen 1915

## Ehrungen
- 1890: Bayerischer Verdienstorden vom Hl. Michael III. Klasse[4]
- 1904: „Ehrenphilister“ des Studentengesangvereins Erlangen, heute AMV Fridericiana Erlangen[5]
- 1917: Orden der lippeschen Rose für Kunst und Wissenschaft 1. Klasse und bayrisches Luitpoldkreuz